# Bruna Louise
Bruna Louise de Castro e Castro (Rio Branco do Sul, 6 de setembro de 1984), conhecida profissionalmente apenas como Bruna Louise, é uma humorista, criadora de conteúdo digital, apresentadora e atriz brasileira. Notória por ser uma das primeiras mulheres a ingressar na comédia stand-up nacional, ela está atualmente entre os comediantes mais populares do Brasil.
Louise foi a primeira mulher comediante brasileira a estrear um especial de humor solo na Netflix, intitulado Bruna Louise: Demolição, lançado em junho de 2022.

## Biografia e carreira

### Início de vida
Formada em Artes Cênicas no Rio de Janeiro, Bruna Louise iniciou sua carreira no teatro atuando em peças dramáticas, apesar de seu interesse pelo humor. Começou no stand-up em 2010, integrando e produzindo um grupo em Curitiba, após um ex-chefe afirmar que ela não tinha vocação para a comédia.

### 2014–2019:Deixa Eu Te Contare Desbocada
Bruna e a também humorista Kéfera Buchmann estrearam a peça Deixa Eu Te Contar no Teatro Regina Vogue, em Curitiba, em dezembro de 2014. Alguns meses depois, realizaram uma turnê nacional, que levou a peça a ser assistida por mais de 100 mil pessoas.
No ano seguinte, criou seu canal no YouTube, Desbocada, e começou a produzir vídeos de humor.
Em 2016, deu início à sua primeira turnê de stand-up, nomeada com o título de seu canal, que mais tarde foi alterado para seu nome real. Nesse mesmo ano, integrou o júri do Prêmio Multishow de Humor.
Em 2017, participou do segundo episódio de Só Pra Parodiar, ao lado de MC Pocahontas.
Já em 2019, gravou seu primeiro especial de comédia, Desbocada, no Teatro Nósmenos, e o lançou em seu canal. Em novembro do mesmo ano, a Netflix estreou Lugar de Mulher, série de stand-up composta por quatro episódios de 15 minutos, protagonizados por diferentes humoristas. Bruna foi uma das convidadas, ao lado de Micheli Machado, Cintia Rosini e Carol Zoccoli.

### 2020–2022:A Culpa É da Carlota,DemoliçãoeJuntas
Em 2020, fez participação na bancada de apresentadoras do programa A Culpa É da Carlota, do canal pago Comedy Central. Ainda em 2020, durante a pandemia de COVID-19, a Netflix, que acompanhava os conteúdos de Bruna pelas redes sociais, a procurou com a proposta de desenvolver um especial de comédia para ela. Em 22 de junho de 2022, Bruna Louise: Demolição foi lançado, tornando Bruna a primeira mulher brasileira a protagonizar um stand-up solo na plataforma de streaming.
Ainda em negociação com a Netflix, eles chamaram Bruna para ser a comentarista do reality show Brincando com Fogo: Brasil.
Em 2022, Bruna lançou o projeto Juntas, que consiste em especiais de comédia idealizados por ela com o objetivo de usar sua notoriedade para apresentar outras comediantes mulheres e fortalecer a presença feminina na comédia stand-up no Brasil. Em cada edição, também é homenageada uma comediante com a carreira já consolidada. A primeira edição foi disponibilizada em fevereiro, apresentando Niny Magalhães, Renata Said e Arianna Nutt. Em maio, a segunda edição foi lançada, trazendo Viviana Freitas, Ste Marques e Paloma Santos. Na terceira edição, em abril, as convidadas foram Babu Carreira, Cintia Rosini e Yas Fiorelo.

### 2023–presente: Burnout, Ela Tá Correndo Atrás e O Que Passa Na Cabeça Dela?
Começou a turnê nacional e internacional Burnout em 2023. Durante a última sessão, o show foi gravado e foi lançado em fevereiro de 2024 como o terceiro especial de comédia da Louise, sendo seu segundo lançado no YouTube. Ainda em 2023, fez uma pequena turnê pela Itália, começando com uma apresentação em Milão, no Auditório San Fedele. No dia seguinte, se apresentou no Teatro Murialdo, em Turim, e, poucos dias depois, subiu ao palco do Teatro Flavio, em Roma.
Louise estreou na dublagem brasileira com o filme estadunidense Ruim pra Cachorro, disponibilizado em setembro de 2023, na qual ela faz a voz da personagem Maggie, uma pastora-australiana.
A turnê de stand-up Ela Tá Correndo Atrás teve início em 2024.
Em janeiro de 2025, Bruna Louise deu  entrada no OnlyFans, onde compartilha conteúdo de humor com piadas mais ousadas e irreverentes, que não poderiam ser monetizadas no YouTube. A sua mais nova turnê, intitulada O Que Passa Na Cabeça Dela?, foi anunciada com primeiro show em 8 de março, Dia Internacional da Mulher.[carece de fontes?]

## Imagem pública

### Polêmicas e controvérsias na mídia
Em julho de 2022, Bruna agitou os internautas na internet ao revelar em podcast que recebeu proposta de 3 milhões de reais para ter relações sexuais com um seguidor no Instagram. No dia seguinte que falou isso ao vivo, saiu no site Uol uma matéria sobre o ocorrido. A manchete foi "Humorista diz que recebeu proposta de R$ 3 milhões por sexo: 'Não vale'".

## Vida pessoal
Ela é abertamente bissexual. É filha de Inês Claret de Castro. Nascida em Rio Branco do Sul, no interior do Paraná, Bruna foi criada em Curitiba, em uma família composta apenas por mulheres.  Quando nasceu, foi abandonada pelo pai. Ela só o conheceu aos 36 anos, em 2021.

## Trabalhos

### Web/internet
| Ano           | Título             | Nota             | Canal   |
| ------------- | ------------------ | ---------------- | ------- |
| 2013–presente | Bruna Louise       |                  | YouTube |
| 2016          | Desbocada          | Show de stand-up | YouTube |
| 2022          | Juntas (1º edição) | Show de stand-up | YouTube |
| 2022          | Juntas (2º edição) | Show de stand-up | YouTube |
| 2022          | Juntas (3º edição) | Show de stand-up | YouTube |
| 2024          | Burnout            | Show de stand-up | YouTube |

### Filmes
| Ano  | Título                  | Personagem          | Distribuição       | Nota             |
| ---- | ----------------------- | ------------------- | ------------------ | ---------------- |
| 2016 | O Amor de Catarina      | Rita                | Europa Filmes      |                  |
| 2022 | Bruna Louise: Demolição | Ela mesma           | Netflix            | Show de stand-up |
| 2022 | Esposa de Aluguel       | Maria Clara Pereira | Netflix            |                  |
| 2022 | Rir para Não Chorar     | Ela mesma           | Elo Studios        |                  |
| 2023 | Ruim pra Cachorro       | Maggie (voz)        | Universal Pictures | Dubladora        |

### Séries
| Ano  | Título          | Papel                   | Distribuição | Nota             | Ref.   |
| ---- | --------------- | ----------------------- | ------------ | ---------------- | ------ |
| 2019 | Lugar de Mulher | Ela mesma (1º episódio) | Netflix      | Show de stand-up | [ 36 ] |

### Reality show
| Ano       | Título                     | Cargo        | Distribuição | Ref.   |
| --------- | -------------------------- | ------------ | ------------ | ------ |
| 2021      | LOL: Se Rir, Já Era!       | Participante |              | [ 37 ] |
| 2021–2022 | Brincando com Fogo: Brasil | Comentarista | Netflix      | [ 38 ] |

### Programas de TV
| Ano       | Título                        | Cargo         | Emissora       | Ref.   |
| --------- | ----------------------------- | ------------- | -------------- | ------ |
| 2015      | Programa do Jô                | Entrevistada  | TV Globo       | [ 39 ] |
| 2016–2017 | Ceará Fora da Casinha         | Apresentadora | Multishow      | [ 40 ] |
| 2020–2021 | A Culpa É da Carlota          | Apresentadora | Prime Video    | [ 41 ] |
| 2023      | Conversa com Bial             | Entrevistada  | TV Globo e GNT | [ 42 ] |
| 2023      | Que História É Essa, Porchat? | Entrevistada  | GNT            | [ 43 ] |
| 2024      | The Noite com Danilo Gentili  | Entrevistada  | SBT            | [ 26 ] |
| 2025      | Aberto ao Público             | Apresentadora | TV Globo       | [ 45 ] |

### Teatro
| Ano       | Título             | Papel | Ref.   |
| --------- | ------------------ | ----- | ------ |
| 2014-2015 | Deixa Eu Te Contar | Bruna | [ 46 ] |

## Turnês
- Desbocada (2019)
- Deslocada (2022)[47]
- Burnout (2023-2024)[25]
- Ela Tá Correndo Atrás (2024)[48]
- O Que Passa Na Cabeça Dela? (2025)[49]

## Livros
- LOUISE, Bruna (2017). Desbocada, Desfocada e Deslocada. Livro de anti-autoajuda e com péssimas dicas de sobrevivência, escrito baseado em histórias de amigas e reclamações de mulheres de todos os tipos. Brasil: Buzz Editora. 160 páginas

## Prêmios e indicações
| Ano  | Prêmio                      | Categoria              | Resultado | Ref.   |
| ---- | --------------------------- | ---------------------- | --------- | ------ |
| 2017 | Prêmio Jovem Brasileiro     | Melhor Humorista Jovem | Indicada  | [ 50 ] |
| 2020 | MTV Millenial Awards Brasil | Ri Alto                | Venceu    | [ 51 ] |
| 2021 | MTV Millenial Awards Brasil | Ri Alto                | Indicada  | [ 52 ] |
| 2022 | MTV Millenial Awards Brasil | Ri Alto                | Indicada  | [ 53 ] |